# Deutsche bracke
Deutsche bracke är en hundras från Tyskland. Den är en långsamdrivande jakthund av braquetyp som används för jakt på hare, kanin och rödräv. Den används också som viltspårhund. På 1800-talet fanns många olika lokala bracke. Deutsche bracke har avlats fram ur sauerländer holzbracke och lokala varianter av steinbracke. Rasen fick sitt namn 1900.